# Valleyview
Valleyview (offiziell Town of Valleyview) ist eine Gemeinde im nordwestlichen Zentrum von Alberta, Kanada, welche seit 1957 den Status einer Kleinstadt (englisch Town) hat. Sie liegt etwa 350 Kilometer nordwestlich von Edmonton in der Region Nord-Alberta, in der Übergangslandschaft des Aspen Parklands. Östlich von Valleyview fließt der Little Smoky River und westlich liegt der Sturgeon Lake. Westlich der Gemeinde liegt weiterhin ein Reservat (STURGEON LAKE), welche durch die „Sturgeon Lake Cree Nation“, First Nations vom Volk der Cree, bewohnt werden.
In der Kleinstadt befindet sich der Verwaltungssitz des Verwaltungsbezirkes („Municipal District“) Greenview No. 16. Der durch die Gemeinde verlaufende Alberta Highway 43 ist hier ein Abschnitt des CANAMEX Corridor.
Die Gemeinde, in der Region des Peace River Country, wurde ursprünglich unter dem Namen „Red Willow Creek“ gegründet. Erst als 1929 ein Postamt eröffnet wurde, änderte die Gemeinde ihren Namen in Valleyview.

## Demographie
Der Zensus im Jahr 2016 ergab für die Gemeinde eine Bevölkerungszahl von 1863 Einwohnern, nachdem der Zensus im Jahr 2011 für die Gemeinde noch eine Bevölkerungszahl von 1761 Einwohnern ergab. Die Bevölkerung hat dabei im Vergleich zum letzten Zensus im Jahr 2011 schwächer als die Entwicklung in der Provinz nur um 5,8 % zugenommen, bei einer Bevölkerungszunahme von 11,6 % im Provinzdurchschnitt. Bereits im Zensuszeitraum 2006 bis 2011 hatte die Einwohnerzahl in der Gemeinde deutlich schwächer als im Provinzdurchschnitt um nur 2,1 % zugenommen, während sie im Provinzdurchschnitt um 10,8 % zunahm.

## Verkehr
Valleyview ist für den Straßenverkehr, neben dem Highway 43, durch den Alberta Highway 49 erschlossen, der hier beginnt. Außerdem ist der Highway 49 ein Abschnitt der East Access Route. Ein kleiner Flughafen (IATA-Code: -, ICAO-Code: -, Transport Canada Identifier: CEL5) liegt südlich der Stadtgrenze, mit nur einer asphaltierten Start- und Landebahn von 1006 Metern Länge.